# جورج حوراني
جورج فضلو حوراني (بالإنجليزية: George Hourani)‏ (1913 - 1984 م) هو أديب إنكليزي من أصل لبناني، وهو أخو البرت حوراني.

## آثاره
من آثاره:
- «العرب والملاحة في المحيط الهندي في العصور القديمة وأوائل القرون الوسطى» - ترجمه إلى العربية يعقوب بكر - القاهرة: مكتبة الأنجلو المصرية، 1371 هـ / 1951 م.[1]
- «الترتيب التاريخي لمؤلفات الغزالي» (بالإنكليزية) في مجلة الجمعية الشرقية الأمريكية - عام 1959 م.[2]